# Rolf Disch

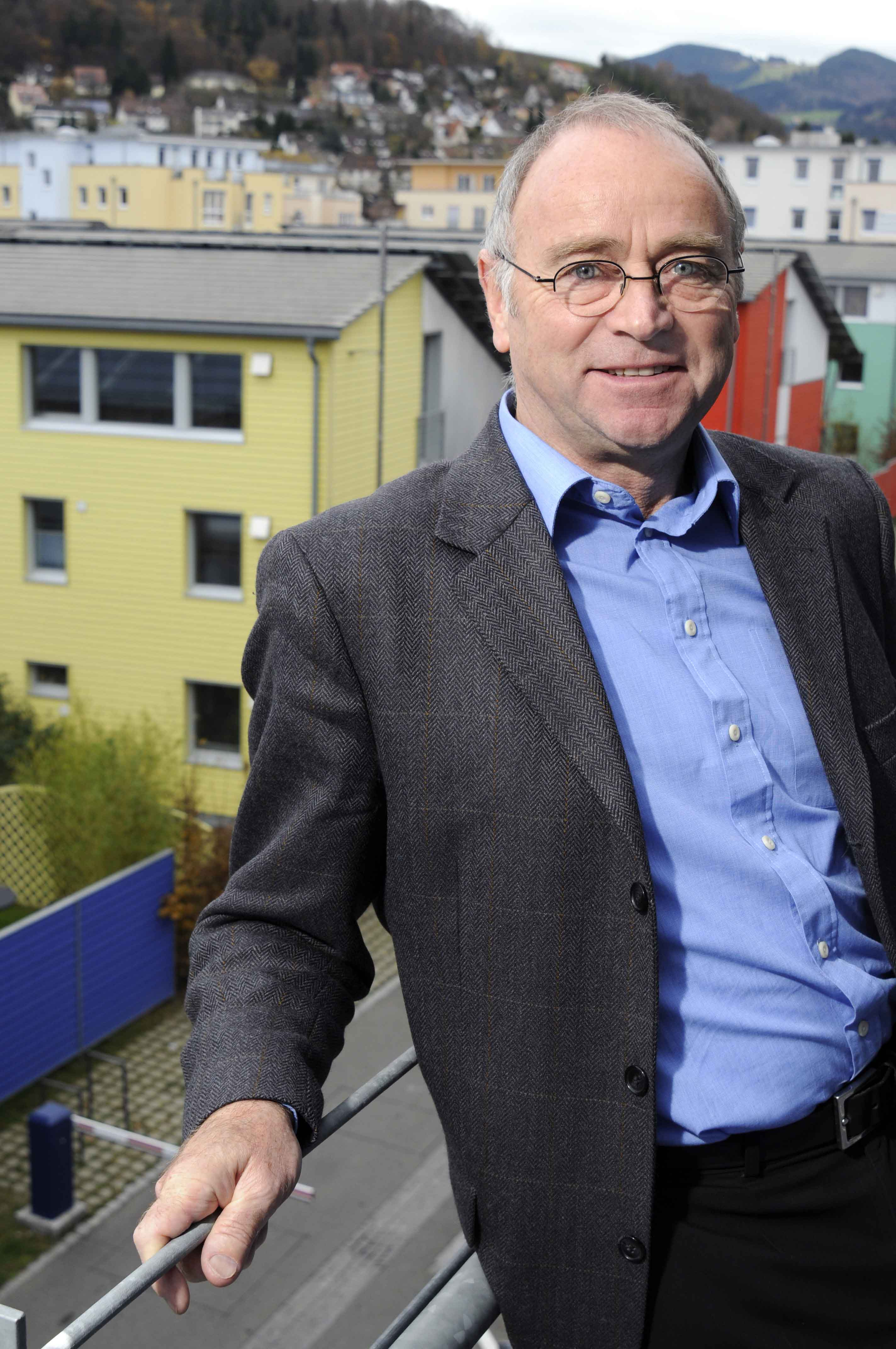
Rolf Disch auf dem Sonnenschiff im Hintergrund die Solarsiedlung

Rolf Disch (* 24. Januar 1944 in Freiburg im Breisgau) ist ein deutscher Architekt mit Schwerpunkten auf ökologischem Bauen und Solararchitektur. Disch ist unter anderem Architekt der im Freiburger Stadtteil Vauban gelegenen Solarsiedlung, des Heliotrops und Erfinder des Plusenergiehauses.

## Leben und Beruf
Nach handwerklichen Lehren als Schreiner und Maurer studierte Disch Bautechnik an der Bautechnikschule Freiburg sowie Hochbau an der Fachhochschule Konstanz. 1969 eröffnete er ein Büro für Solararchitektur, das im Jahr 2008 zehn Mitarbeiter beschäftigt. Von 1998 bis 1999 hatte Disch eine Gastprofessur an der Karlsruher Hochschule für Gestaltung inne.

## Die Solarmobile
Die Zukunft des Verkehrs ist elektrisch. Diese Ansicht vertrat Rolf Disch bereits Mitte der 80er Jahre: Bei der Landesgartenschau 1986 in Freiburg präsentierte er muskelkraft- und solarbetriebene Fahrzeuge, zusammen mit der ersten Solartankstelle weltweit, einem Glaspavillon mit Photovoltaik zum Aufladen der Fahrzeugbatterien. Von hier aus startete die „Tour des Sol“ nach Genf, an der Disch mit einem seiner Fahrzeuge auch 1987 teilnahm – wobei er Weltmeister im Solarmobilfahren wurde. Bei der „Solar Challenge“ durchquerte er als Nächstes den australischen Kontinent, ebenfalls zu 100 Prozent solargetrieben.

## Solararchitektur und Plusenergiehaus

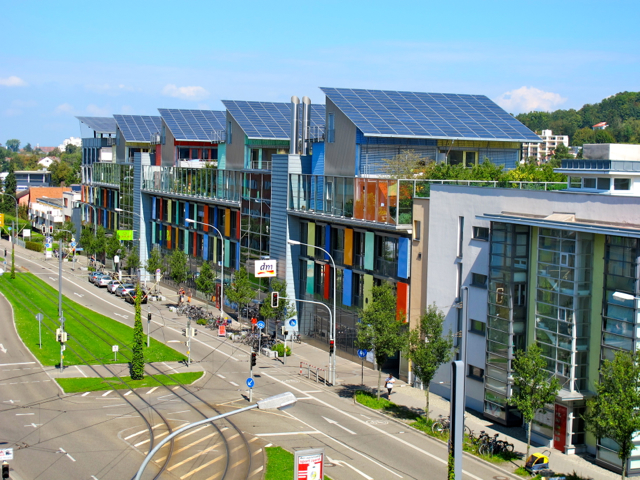
Sonnenschiff

Zu den bekanntesten von Disch geplanten Gebäuden gehören das Heliotrop im Freiburger Stadtteil Wiehre und die Solarsiedlung im Vauban. In der Solarsiedlung (Bauträger: Alfred T. Ritter und dessen Schwester Marli-Hoppe-Ritter) wandte Disch das von ihm erfundene Konzept des Plusenergiehauses erstmals auf eine ganze Siedlung an. 59 Häuser wurden dort nach diesem Standard gebaut, während die Siedlung zur verkehrsreichen Merzhauser Straße durch das so genannte Sonnenschiff, ein Büro- und Dienstleistungszentrum, abgeschirmt wird. Die Bezeichnung „plusenergiehaus“ in durchgängiger Kleinschreibung ließ Rolf Disch 1995 als Wortmarke eintragen.

## Auszeichnungen
Disch hat eine Reihe von Preisen und Auszeichnungen erhalten, darunter:
- 1998: Deutscher Kritikerpreis
- 2001: Photovoltaik-Architekturpreis des Landes Baden-Württemberg
- 2002: Europäischer Solarpreis
- 2005: Wuppertaler Energie- und Umweltpreis
- 2006: Preis des Deutschen Lackinstituts „Deutschlands schönste Wohnsiedlung“
- 2007/8: Creative Award 2007–2008 des Japanischen PEN-Magazins
- 2008: Sonderpreis „Energie + Architektur“ des Zentralverbandes Sanitär Heizung Klima
- 2009: Utopia Award